# Ласикотьер, Леон
Пьер-Франсуа Леон Дюшесне де Ласикотьер (Ла Сикотьер) (фр. Pierre-François-Léon Duchesne de La Sicotière; 3 февраля 1812, Вальфрамбер — 28 февраля 1895, Алансон, Нижняя Нормандия) — французский политик, краевед и писатель.

## Биография
Изучал право в университете Кан-Нормандия. Работал адвокатом в Алансоне. Участвовал в политической жизни региона. В 1862 году стал членом Генерального совета.
С 1871 года несколько раз был депутатом Национального собрания Франции, потом с 1878 года — сенатором.
Автор законопроекта о защите птиц.
Книголюб и коллекционер, увлёкался историей родного края. Написал целый ряд краеведческих работ, принесших ему знаменитость.

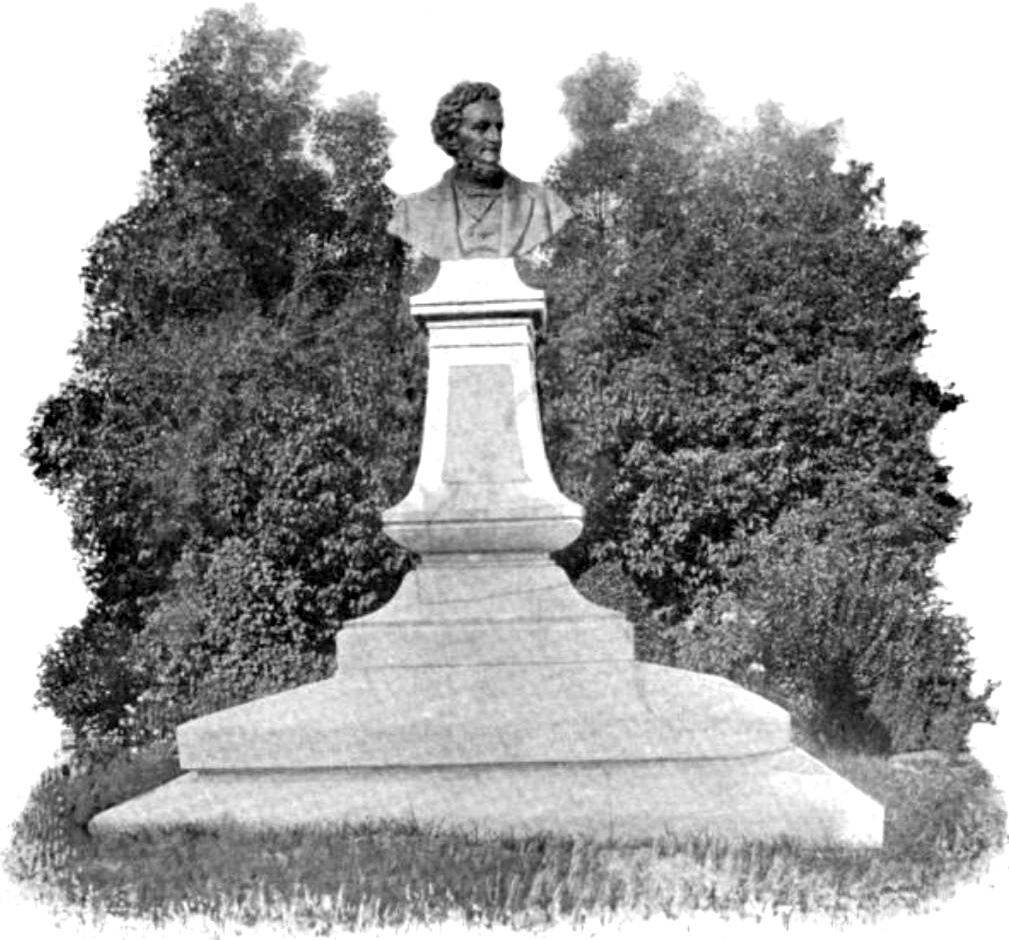
Бюст Ласикотьера в Алансоне

В 1857 году инициировал создание в Алансоне музея изобразительных искусств и кружева, в 1882 году был одним из основателей историко-археологического общества и общества современной истории в 1890 году там же. Дважды избирался руководителем Общества антикваров Нормандии (в 1843 и 1893 годах).
С 1894 года — член-корреспондент Академии моральных и политических наук.
Он автор большого количества трудов, главным образом, о нормандских древностях, в том числе, «Bio-bibliographie de la reine Marie-Antoinette» (П., 1863); «Louis de Frotte et les insurrections normandes» (1889) и др.

## Избранные публикации
- Mémoire sur le roman historique; présenté au Congrès Scientifique de France, tenu au Mans, Sept. 1839, Le Mans, Richelet, 1839 ;
- Histoire du Collège d’Alençon (France), Caen, H. Le Roy, 1842 ;
- Notice sur les vitraux de l’église Notre-Dame d’Alençon, Caen, A. Hardel, 1842 ;
- Notice sur la Cathédrale de Séez, (Orne), Alençon, Bonnet, 1844 ;
- Le Château de Carrouges, Angers, 1844 ;
- La Cour de la reine de Navarre à Alençon, Caen, 1844 ;
- Notice sur L-A. Piel, architecte et dominicain, Caen, 1844 ;
- Observations sur le symbolisme religieux, Poitiers, 1844 ;
- Le Département de l’Orne archéologique et pittoresque, Laigle, Beuzelin, 1845 ;
- Julien Riqueur, poète français du xvie siècle, Caen, 1846 ;
- Un atelier de fausse monnaie au xvie siècle, Blois, 1847 ;
- La Normandie illustrée, monuments, sites et costumes de la Seine-Inférieure, de l’Eure, du Calvados, de l’Orne et de la Manche, dessinés d’après nature, Nantes, Charpentier père, fils et cie., 1854 ;
- Notes statistiques sur le département de l’Orne, Paris, Poulet-Malassis, 1861 ;
- À propos d’autographes, MarieAntoinette. Mme Roland. Charlotte Corday, Rouen, 1864 ;
- Documents pour servir à l’histoire des élections, Alençon, E. de Broise, 1865 ;
- Monanteuil dessinateur et peintre, Caen, 1865;
- Charlotte Corday et Fualdès, Paris, 1867